# 热帮乡
热帮乡，是中华人民共和国西藏自治区阿里地区日土县下辖的一个乡镇级行政单位。全乡土地总面积25236652.1亩，约占全县土地总面积的22.36%。

## 行政区划
热帮乡下辖以下地区：
龙门卡村、扎普村和丁则村。